# Marija Prymatschenko

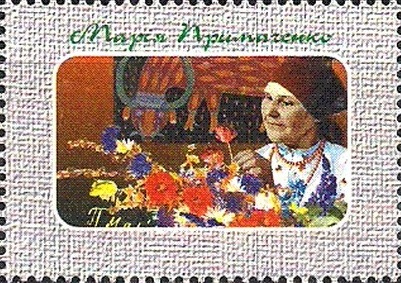
Marija Prymatschenko auf einer Briefmarke von 1999

Marija Oksentijiwna Prymatschenko (ukrainisch Марія Оксентіївна Примаченко; * 30. Dezember 1908jul. / 12. Januar 1909greg., Bolotnja, Gouvernement Kiew; † 18. August 1997, Bolotnja, Rajon Iwankiw, Oblast Kiew) war eine Vertreterin der naiven Kunst und eine ukrainische Volkskünstlerin.

## Leben

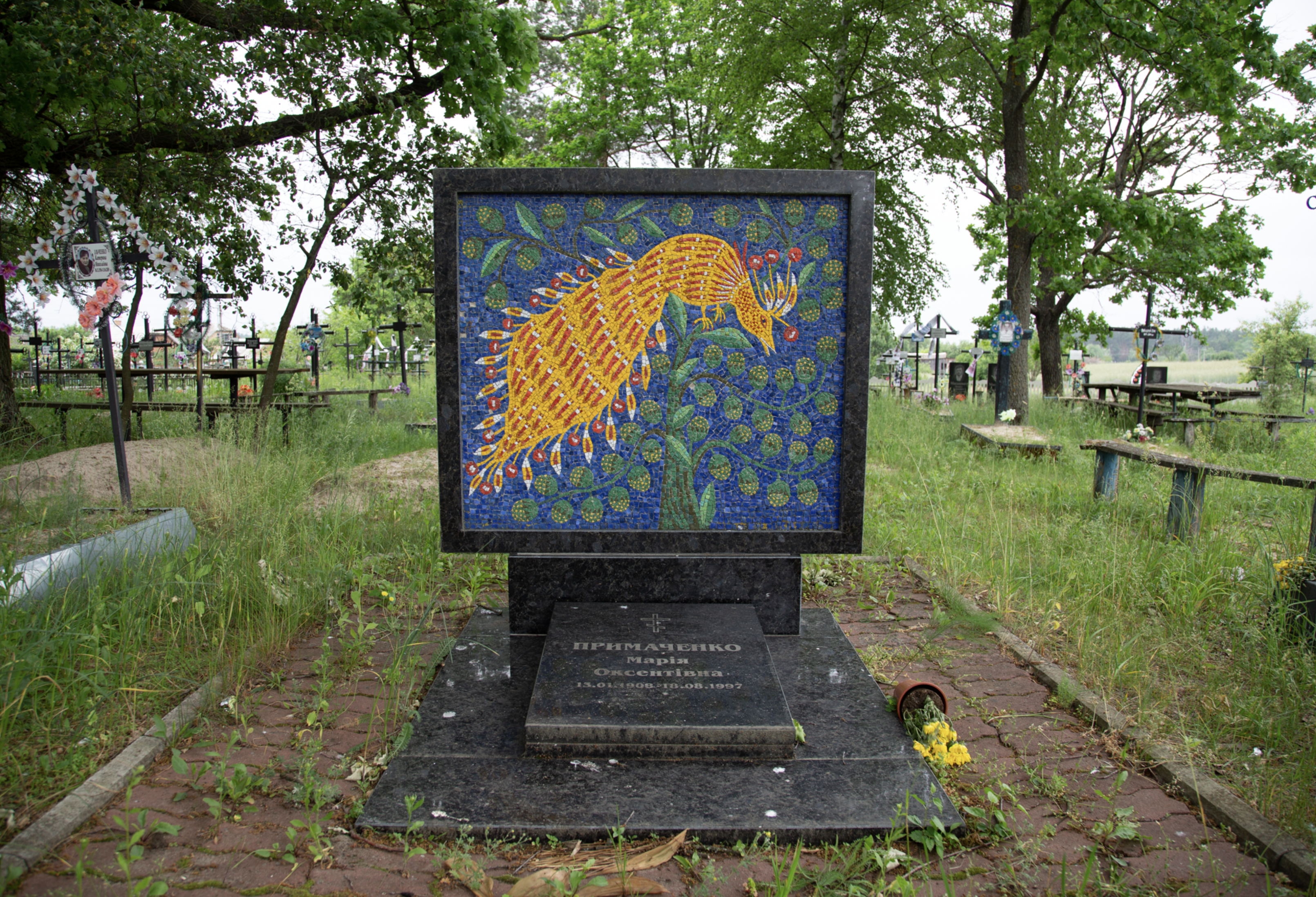
Grabstelle, 2020

Marija Prymatschenkos Vater war Handwerker und Schreiner. Sie zeichnete schon in jungen Jahren und lernte von ihrer Mutter und Großmutter die ukrainische Kunst des Stickens und des Bemalens von Ostereiern. Als Kind erkrankte sie an Polio, und diese schmerzhafte Krankheit beeinflusste das Leben des Mädchens. Sie behielt eine Gehbehinderung zurück und ging zeitlebens an Krücken. Sie entwickelte sich zu einem nachdenklichen und einfühlsamen Menschen, der Mitgefühl für die Natur und jedes Lebewesen hatte. Als Stipendiatin des staatlich geförderten Programms für begabte Jugendliche aus ländlichen Gebieten studierte sie ab 1935 in der Zentralen Versuchswerkstatt für Volkskunst am Museum für ukrainische Kunst in Kiew. Im Zweiten Weltkrieg verlor sie sowohl ihren Bruder als auch ihren Ehemann und erzog den gemeinsamen Sohn Fedir alleine.
Marija Prymatschenko malte ihr ganzes Leben lang und signierte ihre Gemälde mit "Prymachenko" oder "M. Prymachenko", oder abgekürzt mit "M. P." (original: Примаченко, М. Примаченко, М. П.) Nach der Tragödie im Kernkraftwerk Tschernobyl 1986 schuf Prymatschenko die Gemäldeserie „Tschernobyl Bestiarium“. Sie starb 1997 und wurde auf dem Friedhof von Bolotnja beigesetzt.

### Ehrungen
- 1937: Goldmedaille bei der Weltausstellung 1937 in Paris, wo sogar Picasso „das Wunder der Kunst“ bewunderte.[8]
- 1966 erhielt sie den Taras-Schewtschenko-Preis.
- Zu ihrem 90. Geburtstag und nochmals zum 100. wurden Briefmarkensätze mit Motiven ihrer Bilder herausgegeben.
- Zum 100. Geburtstag im Jahr 2008 (laut julianischem Kalender) wurde in der Ukraine eine 5-Hrywnja-Gedenkmünze geprägt.[9]
- Zu Ehren ihres 100. Geburtsjahres hat die UNESCO das Jahr 2009 zum Jahr der Maria Prymatschenko erklärt.[10]
- In Kiew ist der „Marija Prymatschenko Boulevard“ nach ihr benannt.

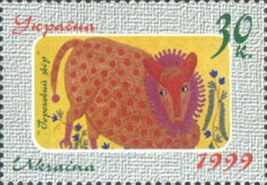
Sondermarke (1999, links)
Sondermarke (1999, rechts)
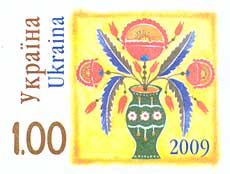
Sondermarke (2009)
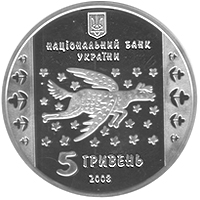
Gedenkmünze 2008 (Avers)
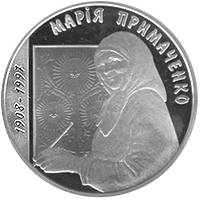
Gedenkmünze 2008 (Revers)

## Werk

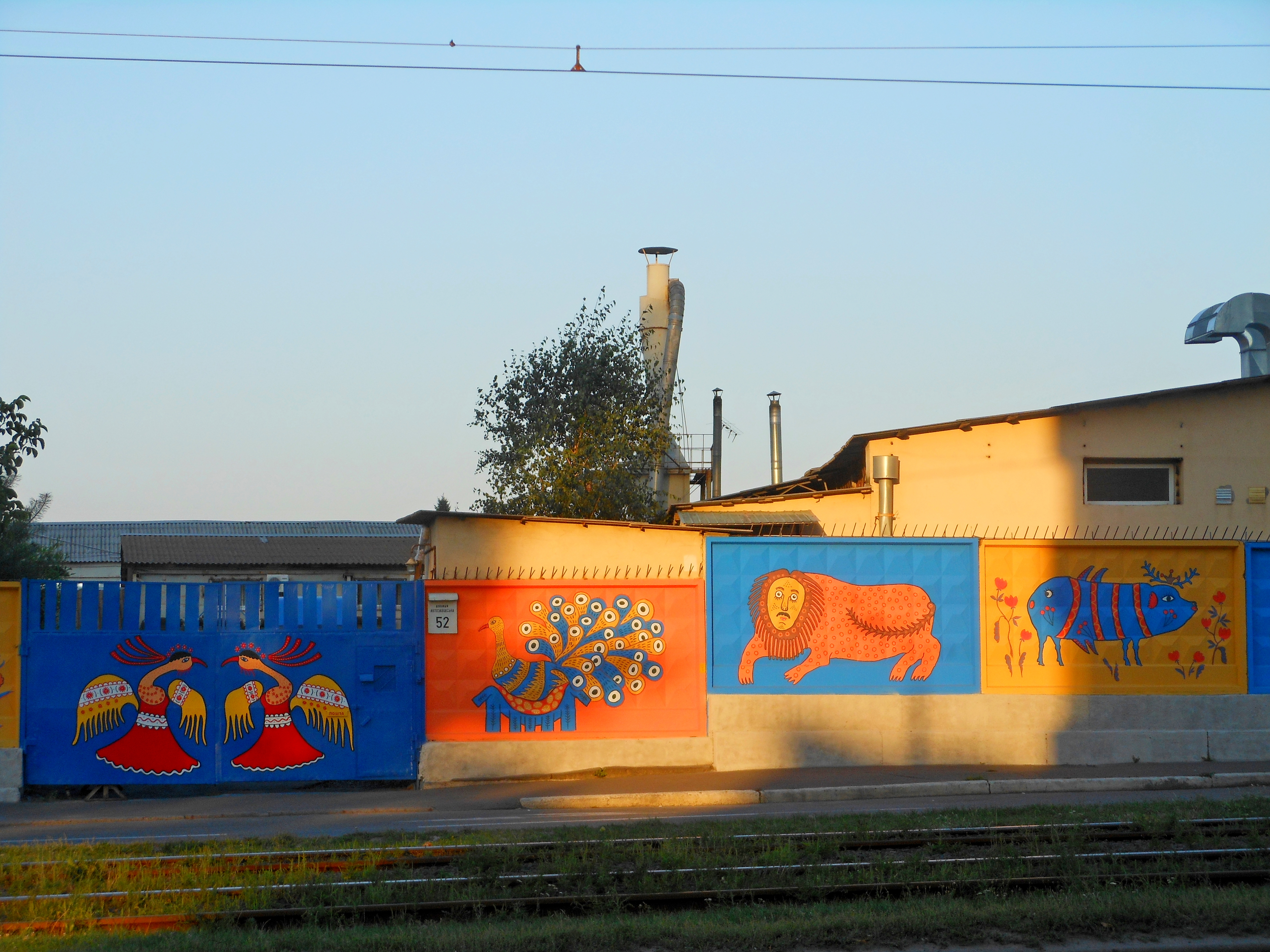
Wandmalerei in Kiew nach Zeichnungen von Marija Prymatschenko

Maria Prymatschenkos einzigartiges Werk umfasst mehr als 800 Bilder, Keramikkrüge und -teller, Stickereien und Dichtungen und spielte eine wichtige Rolle in der Entwicklung des Kunsthandwerks der Ukraine. In ihren Bildern vermischen sich die Traditionen der Volkskunst mit ihrer eigenen Bildsprache und surrealistischen Motiven.
Marija Prymatschenkos Werke wurden in Deutschland, Frankreich, Polen, Kanada, Bulgarien, der Tschechoslowakei, der Sowjetunion und weiteren Ländern ausgestellt.
Ausstellungen (Auswahl):
- 2023: Die Bestie des Krieges – Naive Kunst aus der Ukraine. Open art museum, St. Gallen[11][12]
- 2023: Die fantastische Welt der Ukraine – Maria Prymatschenko. Polnisches Institut, Düsseldorf[13]
- 2016: Mariya Prymachenko. Boundless. Kultur- und Museumskomplex Mystezkyj Arsenal, Kiew[4]
- 2010: „Meine Welt“. Maria Prymatschenko — Malerei. Wiktor Maruschtschenko — Fotografie. Kommunale Galerie Berlin-Wilmersdorf
- 2008: Nationales Museum der ukrainischen dekorativen Volkskunst anlässlich ihres 100. Geburtstages[2]
- 1937: Exposition Internationale des Arts et Techniques dans la Vie Moderne: Weltausstellung 1937 in Paris[4][8]

Im Nationalen Museum der ukrainischen dekorativen Volkskunst im Kiewer Höhlenkloster ist eine Sammlung von 650 ihrer Bilder dauerhaft ausgestellt. Beim russischen Angriffskrieg gegen die Ukraine im Februar 2022 verbrannten mehr als 20 ihrer Werke, als russische Truppen das Iwankiw-Museum für Geschichte und Heimatgeschichte zerstörten.